# Burford-Klasse
Die Burford-Klasse war eine Klasse von drei 68-Kanonen-Linienschiffen 3. Ranges der britischen Marine, die von 1757 bis 1785 in Dienst stand.

## Allgemeines
Die drei, auf staatlichen Werften gebauten, Schiffe der Klasse wurden von Joseph Allin entworfen und nach den Richtlinien des 1745 Establishment gebaut. Sie gehörten mit den beiden Einheiten der 1758/59 in Dienst gestellten Temple-Klasse, zu den letzten britischen 68-(nominell 70)-Kanonen-Linienschiffen, da der Übergang zum 74-Kanonen-Linienschiff mit der Dublin-Klasse bereits begonnen hatte.

## Einheiten
| Name        | Bauwerft                        | Bestellung      | Kiellegung       | Stapellauf        | Indienststellung | Verbleib                             |
| ----------- | ------------------------------- | --------------- | ---------------- | ----------------- | ---------------- | ------------------------------------ |
| Burford     | Chatham Dockyard, Chatham       | 15. Januar 1754 | 30. Oktober 1754 | 1757              | 4. April 1757    | Im März 1785 in Woolwich abgebrochen |
| Dorsetshire | Portsmouth Dockyard, Portsmouth | 19. Januar 1754 | 26. Juni 1754    | 13. Dezember 1757 | 27. Januar 1758  | Ab März 1775 in Chatham abgebrochen  |
| Boyne       | Plymouth Dockyard, Plymouth     | 13. Mai 1758    | 9. August 1758   | 31. Mai 1766      | 20. Oktober 1770 | Ab November 1780 abgebrochen         |

## Technische Beschreibung
Die Klasse war als Batterieschiff mit zwei durchgehenden Geschützdecks konzipiert und hatte eine Länge von 49,38 Metern (Geschützdeck), eine Breite von 13,42 Metern und einen Tiefgang von 5,81 Metern. Sie waren Rahsegler mit drei Masten (Fockmast, Großmast und Besanmast). Der Rumpf schloss im Heckbereich mit einem Heckspiegel, in den Galerien integriert waren, die in die seitlich angebrachten Seitengalerien mündeten.
Die Besatzung hatte eine Stärke von 520 Mann. Die Bewaffnung der Klasse bestand aus 68 Kanonen.
|        | Unteres Batteriedeck | Oberes Batteriedeck | Backdeck      | Achterdeck     | Kanonen (Geschossgewicht) |
| ------ | -------------------- | ------------------- | ------------- | -------------- | ------------------------- |
| Design | 26 × 32-Pfünder      | 28 × 18-Pfünder     | 2 × 9-Pfünder | 12 × 9-Pfünder | 68 Kanonen (331,51 kg)    |